# عبد الرزاق حبايب
عبد الرزاق محمد مصطفى حبايب (10 أكتوبر 1932 – ) عالِم وبروفيسور أمريكي فلسطيني في الهندسة الإلكترونية، وُلِدَ في مدينة طولكرم الفلسطينية، وله براءات اختراع وحائز على جوائز عدة، وعمل لثلاثين عامًا متتالية مديرًا للتوجيه والتحكم في قيادة أنظمة الطيران البحرية [الإنجليزية] في القوات البحرية الأمريكية.

## نشأته وتحصيله العلمي
وُلِدَ عبد الرزاق محمد مصطفى حبايب في مدينة طولكرم بفلسطين بتاريخ 10 أكتوبر 1932، أنهى تعليمه الابتدائي والإعدادي والثانوي في مدارس مدينته طولكرم، وواصل تعليمه بعد ذلك في معهد خضوري بالمدينة (جامعة لاحقًا) حيث تخرج منه عام 1953 بشهادة "دبلوم الزراعة والتعليم".
انتقل إلى الولايات المتحدة الأمريكية عام 1953، ونال هناك عام 1956 درجة البكالوريوس في الهندسة الكهربائية من جامعة ولاية كنساس، ثم حصل عام 1959 على درجة الماجستير في الهندسة الكهربائية من جامعة كانساس، ونال بعد ذلك درجة الدكتوراه في الهندسة الكهربائية عام 1963 من جامعة كانساس.

## حياته العملية
عمل عامي 1956 و1957 مهندسًا لتصميم شبكات الاتصالات في راديو كولينز [الإنجليزية] في مدينة كانساس سيتي بولاية ميزوري الأمريكية، وعمل منذ عام 1959 وحتى عام 1963 محاضرًا ومدرسًا للهندسة الكهربائية في جامعة كانساس في مدينة لورانس بولاية كانساس.
عمل عام 1960 كبيرًا لمهندسي التصميم الإلكتروني في شركة هانيويل التي تعد من أكبر الشركات الأمريكية في مجال التقنيات الإلكترونية المعقدة كتقنيات الطيران والفضاء الجوي، وفي عام 1962 عمل كبيرًا لمهندسي التحليل في شركة أليس تشالمرز [الإنجليزية] للتصنيع والمعدات.
عمل منذ عام 1963 وحتى عام 1966 كبير العلماء (Senior scientist) في مختبرات شركة الهاتف والتلغراف الدولية (ITT) في مدينة فورت واين بولاية إنديانا الأمريكية، ومنذ عام 1964 وحتى عام 1966 عمل أستاذًا مساعدًا في جامعة بيردو.
منذ عام 1966 وحتى عام 1968 كان كبير العلماء في شركة راديو الطيران [الإنجليزية] في مدينة أنابوليس بولاية ميريلاند، ومنذ عام 1968 وحتى عام 1999 تولى في واشنطن منصب مدير التوجيه والتحكم في قيادة أنظمة الطيران البحرية [الإنجليزية] التابعة للقوات البحرية الأمريكية، وهي من المناصب العلمية العسكرية غايةً في الحساسية.
عمل عام 1981 ومنذ عام 1989 أستاذًا مساعدًا في جامعة جورج واشنطن في واشنطن العاصمة، كما كان عامي 1981 و1982 رئيسًا لقسم الهندسة الكهربائية في جامعة اليرموك الأردنية.
منذ عام 1984 وحتى عام 1986 شغل منصب عميد كلية الهندسة في جامعة اليرموك الأردنية، كما عمل عامي 1993 و1994 أستاذًا في قسم الهندسة الكهربائية والحاسبات في جامعة فرجينيا التقنية، وهو عضو في معهد مهندسي الكهرباء والإلكترونيات الدولي وجمعية البحث العلمي الشرفية (Sigma Xi).

## مؤلفاته
له الكثير من الأبحاث والمقالات العلمية المنشورة في مجلاتٍ علمية متخصصة، كما أصدر عام 1987 كتاب "Systems Effectiveness" (فعالية الأنظمة).

## براءات اختراع
لحبايب ثمانية براءات اختراع في مجال الهندسة الإلكترونية نتجت عن أبحاثه المكثفة التي أجراها طيلة حياته المهنية والعملية.

## جوائز وتكريمات
نال حبايب العديد من الجوائز والتكريمات المرموقة تقديرًا لإسهاماته العلمية والعملية، ومن هذه الجوائز:
- شهادة وجائزة تقدير "الأداء المتميز" لقيادة أنظمة الطيران البحرية الأمريكية [الإنجليزية]، عام 1992.[2]
- شهادة وجائزة "خمسة وعشرون عامًا من الخدمة" في قيادة أنظمة الطيران البحرية الأمريكية [الإنجليزية]، عام 1994.[2]
- شهادة وجائزة تقدير "الأداء المتميز" لقيادة أنظمة الطيران البحرية الأمريكية [الإنجليزية]، عام 1994.[2]
- شهادة وجائزة تقدير "الأداء المتميز" لقيادة أنظمة الطيران البحرية الأمريكية [الإنجليزية]، عام 1995.[2]
- "الجائزة الفورية" (The Spot Award)، عام 1999.[2]
- خطاب تقدير من رئيس الولايات المتحدة الأمريكية بيل كلينتون، وخطاب تقدير من قائد البحرية الأمريكية، بمناسبة تقاعده من البحرية الأمريكية، عام 1999.[2]
- "جائزة المتقاعدين الشرفاء" لقيادة أنظمة الطيران البحرية الأمريكية [الإنجليزية]، عام 1999.[2]
- اختارته "مؤسسة ماركيز هوز هو" ضمن "قائمة الأعلام المميزين في الهندسة والعلوم" في موسوعتها "Who’s Who in Science and Engineering"، للأعوام 1992–1993، و2005–2006.[2]
- اختارته "مؤسسة ماركيز هوز هو" ضمن "قائمة الأعلام المميزين في المال والأعمال" في موسوعتها "Who’s Who in Finance and Business"، للعام 2006–2007.[2]
- جرى اختيار سيرته ونشرها لأعوام عديدة ضمن نُسخ كتاب رجال ونساء العلوم الأمريكيون [الإنجليزية] وهو عمل مرجعي يضم السير الذاتية لكبار العلماء في الولايات المتحدة وكندا.[3]
- "جائزة ألبرت نيلسون ماركيز لإنجاز العمر" (Albert Nelson Marquis Lifetime Achievement Award) من "مؤسسة ماركيز هوز هو"، في مايو 2019.[1][2]
- تكريم شرفي من جامعة فلسطين التقنية "خضوري" في مدينة طولكرم، في أكتوبر 2019.[6]

## زيارته فلسطين وكِتاب عنه
في أكتوبر 2019 زار حبايب بلده فلسطين، ففي مدينته طولكرم كرمته جامعة فلسطين التقنية "خضوري" كأحد قدامى خريجيها وتقديرًا لإسهاماته، كما نظمت الجامعة على شرفه ندوة بعنوان "قصة نجاح".
وفي مدينة رام الله استضافه متحف محمود درويش في حفلٍ خاص جرى خلال إطلاق كِتاب عن سيرته بعنوان "عبد الرزاق حبايب: سيرة حياة وتحقيق حلم" وهو من تأليف "نجوى ناظم عبد الهادي"، وقد تولى التلفزيون الفلسطيني الرسمي البث المباشر للحفل.

## حياته الشخصية
تزوج حبايب بتاريخ 24 يوليو 1972 من "رندة أبو غزالة" وأنجب منها أربعة أبناء وهم: طارق، دنيا، سماح، جمانة.

## وصلات خارجية
- جامعة فلسطين التقنية "خضوري" تستضيف عبد الرزاق حبايب، 2019 على يوتيوب
- Abdul Razzaq Habayeb, Ph.D., Presented with the Albert Nelson Marquis Lifetime Achievement Award
- Abdul Razzaq Habayeb, PhD